# 平戸市立生月中学校
平戸市立生月中学校（ひらどしりつ いきつきちゅうがっこう、Hirado City Ikitsuki Junior High School）は、長崎県平戸市生月町山田免にある公立中学校。略称は「生月中」（いきつきちゅう）。

## 概要
歴史
1947年（昭和22年）の学制改革（六・三制の実施）により新制中学校として開校した。2012年（平成24年）に創立65周年を迎えた。
校訓
一. 国を愛すること
一. 親に孝養をつくすこと
一. 先生を敬うこと
校章
「中」の文字を図案化したものを背景にして、中央に校名の頭文字「生」の文字を置いている。
校歌
作詞は市瀬正生、作曲は山口健作による。歌詞は3番まであり、各番に校名の「生月中学」が登場する。
校区
生月島全土を通学区とする。
- 北部 - 平戸市立生月小学校（御崎、壱部、堺目、元触、浦北、浦南）
- 南部 - 平戸市立山田小学校（山田、舘浦浜、舘浦屋敷、舘浦潮見）

## 沿革
旧・生月中学校
- 1947年（昭和22年）
  - 4月1日 - 学制改革（六・三制の実施）が行われる。
    - 旧・生月国民学校の初等科が改組され、生月町立生月小学校が発足。
    - 旧・生月国民学校の高等科および旧・生月青年学校が改組され、「生月町立生月中学校」が発足。小学校に併設される。開校式を挙行。

  - 7月 - 校章を制定。
- 1948年（昭和23年）
  - 1月 - 生月町大字生月里免3177番地の青年学校校舎に移転。
  - 3月 - 中学校第1回・青年学校第13回卒業式を挙行。
  - 3月31日 - 生月青年学校が廃止される。
- 1949年（昭和24年）8月 - 寄贈により、相撲場が完成。
- 1950年（昭和25年）1月 - 新校舎が完成し、移転を完了。PTAを結成。
- 1956年（昭和31年）5月 - 西校舎が完成。
- 1960年（昭和35年）1月 - 講堂と特別教室が完成。
- 1962年（昭和37年）9月 - 女子生徒の制服を改定。
- 1963年（昭和38年）
  - 1月 - 理科室・音楽室が完成。
  - 8月 - 運動場を整備。
  - 9月 - 御崎（みさき）地区よりスクールバスの運行を開始。
- 1967年（昭和42年）3月31日 - 生月町立山田中学校を統合。統合校舎が完成数るまでの間、「生月町立生月中学校 生月校舎」として使用を継続。
- 1969年（昭和44年）3月 - 統合校舎の完成により、生月校舎の使用を終了。

旧・山田中学校
- 1947年（昭和22年）
  - 4月1日 - 学制改革（六・三制の実施）が行われる。
    - 旧・山田国民学校の初等科が改組され、生月町立山田小学校が発足。
    - 旧・山田国民学校の高等科および旧・山田青年学校が改組され、「生月町立山田中学校」が発足。小学校に併設される。

  - 5月 - 開校式を挙行。
- 1949年（昭和24年）
  - 3月 - 中学校統合問題について長崎県が実情調査を実施。
  - 5月 - PTAが発足。
- 1950年（昭和25年）2月 - 校舎が完成。
- 1954年（昭和29年）
  - 7月 - 運動場が完成。
  - 11月 - 講堂が完成。
- 1955年（昭和30年）4月 - 新校舎が完成し、移転を完了。
- 1967年（昭和42年）3月31日 - 生月町立生月中学校に統合され、閉校。ただし、統合校舎が完成するまでの間「生月町立生月中学校 山田校舎」として使用を継続。
- 1969年（昭和44年）3月 - 統合校舎の完成により、生月校舎の使用を終了。

統合
- 1967年（昭和42年）
  - 4月1日 - 上記2校を統合し、新「生月町立生月中学校」が開校。
    - 統合校舎が完成するまでの間、旧・生月中学校を「生月校舎」、旧・山田中学校を「山田校舎」として使用を継続。
- 1968年（昭和43年）3月 - 新校歌を制定。統合新校舎（第一期工事）が完成。
- 1969年（昭和44年）3月 - 統合新校舎（第二期工事）が完成し、現在地への移転を完了。生月・山田の2校舎体制を解消。
- 1970年（昭和45年）3月 - 体育館とプールが完成。
- 1972年（昭和47年）4月 - 学校給食を開始。
- 1981年（昭和56年）2月 - 第1回立志式を実施。
- 1984年（昭和59年）7月 - 校舎を改修。
- 1992年（平成4年）
  - 7月 - 校舎を改修。
  - 8月 - プールを改修。
- 1994年（平成6年）7月 - 別館と体育館を改修。
- 2005年（平成17年）10月1日 - 生月町が平戸市に編入され、「平戸市立生月中学校」（現校名）に改称。

## アクセス
最寄りのバス停
- 生月自動車（生月バス） 「生月中学校」バス停

最寄りの国道・県道
- 長崎県道42号平戸生月線

## 周辺
- 平戸市立生月学校給食センター
- 平戸市消防本部平戸市消防署生月出張所
- 平戸市立生月病院

## 参考資料
- 「生月町史」（1997年（平成9年）2月25日, 生月町郷土誌編纂委員会・生月町教育委員会）

## 関連事項
- 長崎県中学校一覧